# 박순애 (배우)
박순애(朴順愛, 朴舜愛, 1965년 9월 4일 ~ )는 대한민국의 배우이다.

## 생애
1986년 MBC 18기 탤런트로 데뷔하였다. 1989년 2TV 일일사극 《천명》을 통해 KBS 진출을 한 후 KBS-MBC 위주로 활동하였다. KBS 2TV 아침드라마 《그대 있음에》를 끝으로 1994년 8월 결혼과 함께 은퇴하였다.

## 학력
- 숭의여자고등학교 졸업
- 한양대학교 연극영화학과 학사

## 경력
- 1997년~1999년 동아방송대학 방송연예학과 겸임교수

## 연기 활동

### 드라마
- 1986년 MBC 대하드라마 《조선왕조 오백년 - 남한산성》 ... 윤의립의 딸, 서아 역
- 1987년 MBC 단막극 《MBC 베스트셀러극장 - 갈색 머리카락》 ... 미자 역
- 1987년 MBC 수목드라마 《도시의 얼굴》 ... 다혜 역
- 1988년 MBC 대하드라마 《조선왕조 오백년 - 인현왕후》 ... 인현왕후 역
- 1988년 MBC 미니시리즈 《도시의 흉년》 ... 지수연 역
- 1989년 MBC 단막극 《MBC 베스트셀러극장 - 코파와 비코파》
- 1989년 KBS2 일일연속사극 《천명》 ... 설화 역
- 1989년 KBS2 미니시리즈 《절반의 실패》〈혼인빙자간음〉 ... 시골학교 여교사 역
- 1990년 MBC 미니시리즈 《춤추는 가얏고》
- 1990년 MBC 3.1절특집극 《특종》 ... 기생 역
- 1990년 MBC 대하드라마 《대원군》 ... 루온 역
- 1990년 MBC 어린이드라마 《내 친구 깨치》 ... 선생님 역
- 1991년 MBC 특집드라마 《화개장터》
- 1991년 KBS1 대하드라마 《왕도》 ... 순지 역
- 1991년 KBS1 토요드라마 《가족》 ... 영선 역
- 1991년 MBC 단막극 《MBC 베스트극장 - 따뜻한 겨울》 ... 병혜 역
- 1992년 MBC 대하드라마 《일출봉》 ... 오성의 처 역
- 1992년 SBS 소설극장 《해빙기의 아침》 ... 윤지하 역
- 1992년 KBS2 일일연속극 《가시나무 꽃》 ... 이동주 역
- 1992년 MBC 일요아침드라마 《한지붕 세가족》 ... 바느질댁, 똘이 엄마 역
- 1993년 MBC 미니시리즈 《일지매》 ... 설화 역
- 1993년 MBC 단막극 《MBC 베스트극장 - 낮은 사랑 이야기》 ... 현주 역
- 1993년 MBC 단막극 《MBC 베스트극장 - 환상 속으로의 여행》 ... 채원 역
- 1993년 MBC 단막극 《MBC 베스트극장 - 어느 흐린 날의 사랑》 ... 미자 역
- 1993년 KBS1 추석특집극 《해가 뜨면 달도 뜨고》 ... 한약국집 딸 역
- 1994년 MBC 신년특집극 《남과 여》
- 1994년 MBC 대하드라마 《야망》 ... 소씨 부인 역
- 1994년 KBS2 아침드라마 《그대 있음에》 ... 노승주 역

### 영화
- 1988년 《위험한 향기》 ... 경아 역
- 1988년 《욕》 ... 여란 역
- 1989년 《달아난 말》   ... 나희영 역

### 연극
- 1989년 ~ 1990년 《도적들의 무도회》

## 방송
- 1989년 MBC 《아침을 달린다》 ... MC
- 1991년 MBC 《생방송 토요일》 ... MC
- 1993년 MBC 《생방송 전국출동》 ... MC

## 광고
- 1986년 위니아대우 봉세탁기
- 1986년 위니아대우 (feat 최수지)
- 1987년 위니아대우 대우IC냉장고 대우멀티에어컨 안전가스렌지
- 1987년 삼양식품 이백냥라면
- 1988년 동성제약 탓치네스
- 1988년 동성제약 오리리카바마크 ll
- 1989년 롯데푸드 켄터키비엔나 도시락돈까스 켄터키핫도그 도시락전
- 1989년 효성 맨하탄
- 1990년 롯데백화점
- 1990년 롯데푸드 쌀로소세지 롯데요구르트 불고기파티 런치햄 산록우유 후렌치프랑크
- 1990년 아모레퍼시픽 코롱샴푸린스
- 1990년 대현 마르조
- 1990년 피죤 모닝 후레쉬
- 1991년 롯데햄푸드 도시락땡 햄터치
- 1991년 피죤 썬라이트2
- 1993년 피죤 파란색피죤 노란색피죤
- 1993년 피죤 피죤선물세트
- 1993년 수협 수협김
- 1993년 동진모아 쉐모아
- 1993년 진로유통센터 진로백화점 진로쇼핑
- 1994년 비락 비락식혜수정과
- 1994년 피죤 그린후레쉬피죤
- 1994년 피죤 라이졸
- 1994년 남선알미늄 러브송

## 수상
- 1988년 백상예술대상 TV부문 신인연기상